# Castillo de Villamalefa
Castillo de Villamalefa település Spanyolországban, Castellón tartományban. Castillo de Villamalefa Lucena del Cid, Ludiente, Villahermosa del Río, Chodos és Zucaina községekkel határos. Lakosainak száma 113 fő (2024).

## Népesség
A település népessége az elmúlt években az alábbi módon változott:
| Lakosok száma | 110  | 108  | 101  | 109  | 114  | 105  | 103  | 107  | 103  | 113  |
|               | 2001 | 2004 | 2006 | 2009 | 2011 | 2014 | 2016 | 2019 | 2021 | 2024 |